# Amadou Kane
Pour les articles homonymes, voir Kane.
Amadou Kane, né le 11 septembre 1954 à Thiès, est un banquier et homme politique sénégalais. Président-directeur général de la Banque internationale pour le commerce et l’industrie du Sénégal (BICIS) de 1996 à 2006, puis à partir de 2010, il exerce la fonction de ministre de l’Économie et des Finances du Sénégal du 4 avril 2012 au 1er septembre 2013.

## Biographie
Amadou Kane commence sa carrière au début des années 1980 à l'Union des banques arabe et française (UBAF) à Paris. Il contribue au premier rééchelonnement de la dette privée du Sénégal par le Club de Londres. Il y devient responsable de la zone Afrique. Il est ensuite cadre à la Banque ouest-africaine de développement (BOAD).
Au début de 1990, il retourne au Sénégal pour devenir le conseiller spécial d'Aboubacar Baba Moussa, président de la banque ouest-africaine de développement (BOAD). Il lance la première émission obligataire ouest-africaine qui lui permet de lever 4 milliards de FCFA.
Amadou Kane est administrateur directeur général de la Banque internationale pour le commerce et l’industrie du Sénégal (BICIS) de juin 1996 à 2006, une nomination appuyée par Michel Pébereau. Il devient le premier Africain à prendre la tête d'une filiale de la BNP Paribas. De 2006 à 2010, il est muté à Paris pour assumer le rôle de responsable du département Afrique de la BNP Paribas. En avril 2010, il reprend son poste à la tête de la BICIS.
À la fin 2010, Amadou Kane est nommé à la présidence du conseil d’administration de la Bourse régionale des valeurs mobilières (BRVM) pour les 8 pays de l'UEMOA.
Le 4 avril 2012, il est nommé ministre de l’Économie et des Finances dans le premier gouvernement d'Abdoul Mbaye, également banquier. Il conserve ce poste lors du remaniement ministériel du 29 octobre 2012 et reste ministre jusqu'au 1er septembre 2013.
Après son mandat de ministre, Amadou Kane devient président du conseil d'administration de la Banque nationale de développement de l’économie (BNDE) qu'il quitte fin 2015. En 2014-2015, Amadou Kane est également conseiller spécial du fond Africa50,.

## Autres fonctions
- Février 2004 - ... : Président du Club des dirigeants des banques d’Afrique francophone

## Prix et récompenses
- 100 personnalités du continent qui feront 2010 par Jeune Afrique

## Vie privée
Amadou Kane est le neveu de l'ancien ministre et écrivain Cheikh Hamidou Kane. Il est marié à la fille d'Amadou-Mahtar M'Bow.

## voir aussi
- Liste des ministres de l'Économie et des Finances du Sénégal